# Academic American Encyclopedia
  'Academic American Encyclopedia'   en una  enciclopedia en idioma inglés general de 21 volúmenes publicado en 1980. Fue producido por primera vez por Arête Publishing, la subsidiaria estadounidense de la editorial holandesa  VNU (luego adquirida por  Nielsen Media Research en 1999).

## Enciclopedia Arête
El producto inicial, Enciclopedia Arête, se creó con un calendario demasiado ajustado, lo que generó muchas dificultades. El primer vicepresidente de Editorial, Larry Lustig, vino de Encyclopaedia Britannica y encontró la presión demasiado grande. Fue reemplazado por Michael Reed, que provenía de World Book Encyclopedia. Reed pidió varias veces que se alargara el cronograma de producción para enderezar lo que ya se había producido y asegurar un tiempo razonable para su finalización. Después de seis meses, sin cambio de horario, Reed renunció en lugar de asociar su nombre con el trabajo.
Grolier adquirió la enciclopedia en 1982. También se ha publicado con los nombres  Grolier Academic Encyclopedia ,  Grolier International Encyclopedia ,  Lexicon Universal Encyclopedia ,  Macmillan Family Encyclopedia  ,  Barnes & Noble New American Encyclopedia  y  Global International Encyclopedia .
Una versión abreviada se conocía como la  Enciclopedia del conocimiento Grolier .
El texto completo de la enciclopedia estaba disponible para 200 hogares en Columbus, Ohio en 1980, como parte de un experimento patrocinado por OCLC. Un año más tarde, el texto estaba disponible para los suscriptores de  The New York Times  Information Bank, Dow Jones News / Retrieval y CompuServe. [cita requerida]
La versión interactiva de Arête Publishing, que incluye ilustraciones, vídeo y audio almacenados en videodisk se mostró en la Frankfurt  Book Fair en 1982.

## Versión electrónica
Grolier publicó el CD-ROM de 1985 de sólo texto "The Electronic Encyclopedia from Grolier", basado en la "Academic American Encyclopedia", que constaba de 30.000 entradas y 9 millones de palabras.En 1990, cuando se llamó  The New Grolier Electronic Encycloped ia  (1988-1991), se agregaron imágenes fijas. Esto se convirtió en la  The New Grolier Multimedia Encyclopedia  de 1992, más tarde llamada   Enciclopedia Multimedia Grolier .
La versión CD-ROM incluye una función de búsqueda y ofrece el texto completo de la "Enciclopedia Académica Estadounidense", que incluye ilustraciones, fotografía,  animada mapas, música y videos.
En cooperación con la empresa Software Toolworks se creó  The Software Toolworks Illustrated Encyclopedia . [cita requerida]